# كريستيان بلات
كريستيان بلات (بالإنجليزية: Kristian Platt)‏ (15 ديسمبر 1991 - ) هو لاعب كرة قدم بريطاني في مركز الدفاع. لعب مع نادي بالا تاون ونادي تشستر سيتي ونادي ستاليبريدج سيلتيك وتيلفورد يونايتد.

## وصلات خارجية
- كريستيان بلات على موقع قاعدة بيانات كرة القدم.إي يو (الإنجليزية)
- كريستيان بلات على موقع Soccerbase.com (لاعب) (الإنجليزية)